# Condado de Casasola del Campo
El condado de Casasola del Campo es un título nobiliario español de carácter hereditario, concedido el 11 de agosto de 1701 por el rey Felipe V a favor de Antonio de Aguilera y Luján, regidor perpetuo de Salamanca.
La denominación del título hace referencia al lugar de Casasola del Campo en la provincia de Salamanca.

## Historia de los condes de Casasola del Campo
- Antonio de Aguilera y Luján (Salamanca, 1642-Salamanca, 28 de septiembre de 1704), I conde de Casasola del Campo.[1][2] Era hijo de Rodrigo de Aguilera de la Carrera, natural de Salamanca, ciudad de la que llegó a ser regidor, señor de Casasola y Cortos de la Sierra, y de Magdalena de Luján y Aragón, señora del mayorazgo de los Lunajes de San Juan en Madrid.[3]

Casó, en la parroquia de San Martín, Madrid, el 18 de febrero de 1666, con Leonor María de Soto y Vaca (1653 1722), hija de Fernando de Soto y Berrio, caballero de la Orden de Santiago, y de María Dominica Vaca de Herrera. Sucedió su hijo:
- Tomás de Aguilera y Luján,  (baut. Salamanca, 29 de septiembre de 1669-Salamanca, de octubre de 1736),[2] II conde de Casasola del Campo.[4]

Casó en Burgos, el 14 de noviembre de 1711, con María Antonia Orense del Castillo, hija de Juan de Orense Enríquez de Cisneros, II vizconde de Amaya y barón de Otanel, y de su esposa Antonia Francisca del Castillo Portocarrero. Sucedió su hijo:
- Tomás de Aguilera y Luján de Orense (Forfoleda, Salamanca, 26 de febrero de 1718-Madrid, 1 de noviembre de 1795), III conde de Casasola del Campo.[2]

Casó en primeras nupcias en Salamanca, el 16 de febrero de 1735, con Ana María de Moctezuma Pacheco, también llamada Ana María de Moctezuma Nieto de Silva (1713-1759), hija legítima de Francisco Moctezuma Torres y Carvajal y de Isabel María Nieto de Silva Anya in Toledo.{{Harvnp|Barrientos Grandon|2023|p=267} Sucedió su hijo:
- Manuel Vicente de Aguilera y Moctezuma (Salamanca, 2 de junio de 1741-Navalcarnero, 1 de diciembre de 1798), IV conde de Casasola del Campo,[6] XII marqués de Cerralbo, grande de España,[7] VII marqués de Almarza,[6] XII marqués de Flores Dávila,[6] VI Alba de Yeltes,[6] IX conde de Villalobos[6] y gran cruz de la Orden de Carlos III.{{Harvnp|Soler Salcedo|2020|p=234}

Casó en Madrid. el 2 de febrero de 1760, con María Cayetana de Galarza y Brizuela (Madrid, 18 de diciembre de 1741-Madrid, 18 de abril de 1806), condesa de Fuenrubia  VII condesa de Foncalada, IV condesa de la Oliva de Gaytán, VI condesa de Peñalva, dama de la Orden de las Damas Nobles de la Reina María Luisa y académica de la Real Academia Latina Matritense. Le sucedió su hijo:
- Manuel Isidoro de Aguilera Moctezuma-Pacheco y Galarza (Talavera de la Reina, 2 de enero de 1762-Valencia, 3 de diciembre de 1802), V conde de Casasola del Campo,[6] XIII marqués de Cerralbo, grande de España,[7] VIII marqués de Almarza,[6] XIII marqués de Flores Dávila,[6] VII conde de Alba de Yeltes, VIII conde de Foncalada, conde de Fuenrubia,[10] VII conde de Peñalva, X conde de Villalobos[6] y sumiller de corps del futuro rey Fernando VII.[9]

Casó, el 22 de abril de 1780 en Madrid, con María Josefa Joaquina Ruiz de Contreras y Vargas Machuca, VII condesa de Alcudia, grande de España, y VI marquesa de Campo Fuerte Le sucedió su hijo:
- Manuel de Aguilera y de Contreras (m. 27 de junio de 1803), VI conde de Casasola del Campo,[12] XIV marqués de Cerralbo, grande de España,[7]  IX marqués de Almarza, IX conde de Foncalada[12] y XII conde de Villalobos,[12]

Le sucedió su hermano:
- Fernando de Aguilera y Contreras (Madrid, 20 de agosto de 1784-Madrid, 2 de mayo de 1838), VII conde de Casasola del Campo,[12] XV marqués de Cerralbo,[13] VIII conde de Alcudia,[14] dos veces grande de España, X marqués de Almarza,[12] VII marqués de Campo Fuerte,[12] XIV marqués de Flores Dávila,[12] VIII conde de Alba de Yeltes,[12]  X conde de Foncalada,[12] conde de Fuenrubia, V conde de la Oliva de Gaytán,[12] XIII conde de Villalobos,[12] embajador extraordinario en Sajonia (1819), presidente del Consejo de las Órdenes, caballero de la Orden del Toisón de Oro, de la Orden de Alcántara, Gran Cruz de Carlos III y prócer del Reino.

Casó en Madrid, el 26 de diciembre de 1807, con María de las Angustias Fernández de Córdoba y Pacheco, hija de Manuel Antonio Fernández de Córdoba y Pimentel, VIII marqués de Mancera, grande de España de primera clase, marqués de Malpica, marqués de Montalbo y X Povar, y de María Teresa del Carmen Pacheco y Fernández de Velasco, V duquesa de Arión, grande de España. Sin descendencia. Le sucedió su hermano:
- José de Aguilera y Contreras (Madrid, 23 de septiembre de 1787-Madrid, 25 de diciembre de 1872), VIII conde de Casasola del Campo,[12] XVI marqués de Cerralbo,[13] IX conde de Alcudia,[14] dos veces grande de España, XI marqués de Almarza,[12] VIII marqués de Campo Fuerte,[12] XV marqués de Flores Dávila,[12] IX conde de Alba de Yeltes,[12] XI conde de Foncalada,[12] conde de Fuenrubia, VI conde de la Oliva del Gaytán,[12]  alférez mayor de  Burgos, Ciudad Rodrigo y Aranda de Duero, caballero veinticuatro de Salamanca y Granada y gentilhombre grande de España con ejercicio y servidumbre de la reina Isabel II de España.

Contrajo matrimonio en Córdoba, el 11 de abril de 1815, con Francisca Valentina Becerril e Hinojosa.  Le sucedió su nieto, hijo de Francisco de Aguilera y Becerril y de Luisa de Gamboa y López de León:
- Gonzalo de Aguilera y Gamboa (Madrid, 9 de junio de 1858-Madrid, 10 de febrero de 1929), IX conde de Casasola del Campo en 1876.[17][18]

Rehabilitado en 1962
- José Antonio Calderón y Pérez-Aloe, X conde de Casasola del Campo.[19]

Rehabilitado en 1995
- Fernando de Aguilera y Narváez (n. Madrid, 1 de enero de 1952), XI conde de Casasola del Campo,[20][21] XX marqués de Cerralbo,[7] grande de España, XVII conde de Villalobos, título que rehabilitó en 1994,[22][23] XV marqués de Almarza[24] y VII marqués de Cúllar de Baza.[25]

Se casó en primeras nupcias el 9 de julio de 1979 con María Luisa Tovar y Gallego y en segundas en Madrid en 18 de mayo de 2002 con Dolores Cavero y Martínez de Campos, VI condesa de Santovenia, hija de Íñigo Cavero, barón de Carondelet, y de su esposa Belén Martínez de Campos y Carulla.